# 湛黎淑貞
湛黎淑貞（英語：Estella Cham Lai Suk-ching，？—），人稱湛太:5-6，香港公務員及音樂學者，尤專香港粵劇教育及研究，曾任職於香港政府教育署及教育統籌局。

## 簡歷
湛黎淑貞於英屬香港時期加入香港政府，曾任職於教育署多年，官至輔導視學處首席督學（音樂）。1997年7月1日，香港主權移交，教育署改組為教育統籌局，黎氏曾出任該局課程發展處藝術教育總課程發展主任。黎氏於政府教育部門任職期間一直積極推動及發展香港音樂及粵劇教育，任內曾協助製作粵劇教材予中小學使用。黎氏曾負笈英國京士頓大學，修讀哲學博士課程，其博士論文題目為A Critical Study of the Development of School Music Education in Hong Kong 1945-1997（中譯名《論香港學校音樂教育的發展 1945-1997》）。
自香港政府退休後，湛黎淑貞仍積極投入香港音樂及粵劇教育工作，曾著有小學音樂課本《音樂新領域》及音樂教材《現代音樂探索》，亦曾為其舅父兼香港粵劇學者黎鍵遺著《香港粵劇敘論》擔任主編。:198-2002010年，湛黎淑貞曾為《香港戲曲年鑑2009》撰寫題為〈學校粵劇教育的現況與前瞻〉的專文，探討香港學校的粵劇課程發展及相關師資問題。
2012年5月1日，湛黎淑貞獲香港政府民政事務局委任為粵劇發展諮詢委員會委員，任期直至2018年4月30日。2013年，黎氏參與創辦香港粵劇學者協會並出任理事會成員，負責外展事務。2016年至2023年，出任該協會會長，任內曾與英國倫敦音樂學院合作，在2018年於香港創辦全球首個粵曲考級演唱考試。黎氏亦曾擔任香港中樂團藝術教育顧問及西九文化區戲曲中心顧問小組委員。
2017年，湛黎淑貞曾協助粵劇學者、香港中文大學中國語言及文學系梁沛錦教授修訂由歷史學家王賡武教授所主編《香港史新編》中〈香港粵劇藝術的成長和發展〉一章。2017年，黎氏與粵劇學者陳守仁教授曾就香港粵劇的現狀和未來，接受日本愛知縣立大學中國學部樋泉克夫教授訪問。2018年，黎氏與陳氏合著《香港神功粵劇的浮沉》，介紹並論述有關香港神功戲的歷史和發展，二人並曾為該書舉辦講座及展覽，論及神功戲的籌備過程、經費來源、地方色彩、戲棚搭建、戲班組織、演員培訓及演出特點等範疇。